# Aureliu Weiss
Aureliu Weiss (n. 26 octombrie 1893, București, România – d. mai 1962, Paris, Franța) a fost un critic literar, scriitor, avocat și om politic român.

## Biografie
Weiss s-a născut pe data de 26 octombrie 1893 la București, într-o familie de evrei. Mama sa era vară cu Marcel Iancu.
A terminat liceul „Matei Basarab” din București, iar ulterior a absolvit dreptul în cadrul Universității din București. A profesat ca avocat în baroul de Ilfov până la finalul anilor 1930, când i-a fost retras dreptul de a mai profesa în timpul guvernării antisemite a lui Octavian Goga (ministrul justiției era Istrate Micescu, un alt antisemit notoroiu).
Ca om de litere, acesta s-a specializat în domeniul teatral. Începe să publice cronici teatrale în Noua revistă română a lui Rădulescu-Motru, fiind încă elev de liceu. A activat în perioada interbelică în gruparea „Poesis”, împreună cu Petru Comarnescu ș.a., iar după război în Asociația „Cultură și progres”, împreună cu Gala Galaction, Șt. Șoimescu ș.a., vorbind în februarie 1947 despre Răscoala de la 1907 în romanul românesc. „Avocat de rasă, vorbitor de talent, care posedă și știința juridică, și spiritul combativ atât de necesar la bară”, cum îl descrie Mihail Sevastos, a publicat și în acest domeniu lucrări apreciate despre gajul comercial, contractul de transport etc. La Paris își revede și dezvoltă unele eseuri mai vechi despre teatrul lui Michel de Ghelderode, Pirandello etc., unele apărute si după moartea sa (prin grija fiului Dimitri), în franceză sau engleză, care se bucură de atenția criticii.
Ca om politic, a fost membru al Partidului Țărănesc, ulterior al PNȚ. A fost deputat în Parlamentul României, remarcându-se pentru certurile avute cu A. C. Cuza, un „xenofob ireductibil”, cum era caracterizat de Constantin Argetoianu.
După Al Doilea Război Mondial s-a stabilit la Paris, din cauza presiunilor exercitate de autoritățile comuniste, perioadă în care și-a publicat lucrările în limba franceză. A decedat în mai 1962, în capitala Franței.